# Provincia de Macerata
Macerata (en italiano: provincia di Macerata) es una provincia de la región de Marcas, en Italia. Su capital y ciudad más poblada es Macerata.
Tiene un área de 2774 km², y una población total de 208.339 hab. (2001). Hay 57 comuni (municipios) en la provincia (fuente: ISTAT, véase este enlace).